# Zámecká zahrada Teplice
Zámecká zahrada Teplice je přírodní park založený v 16. století v sousedství zámku v Teplicích. Protože se nachází v centru lázeňského města, stal se přirozeným místem procházek návštěvníků a lázeňských hostů.

## Historie

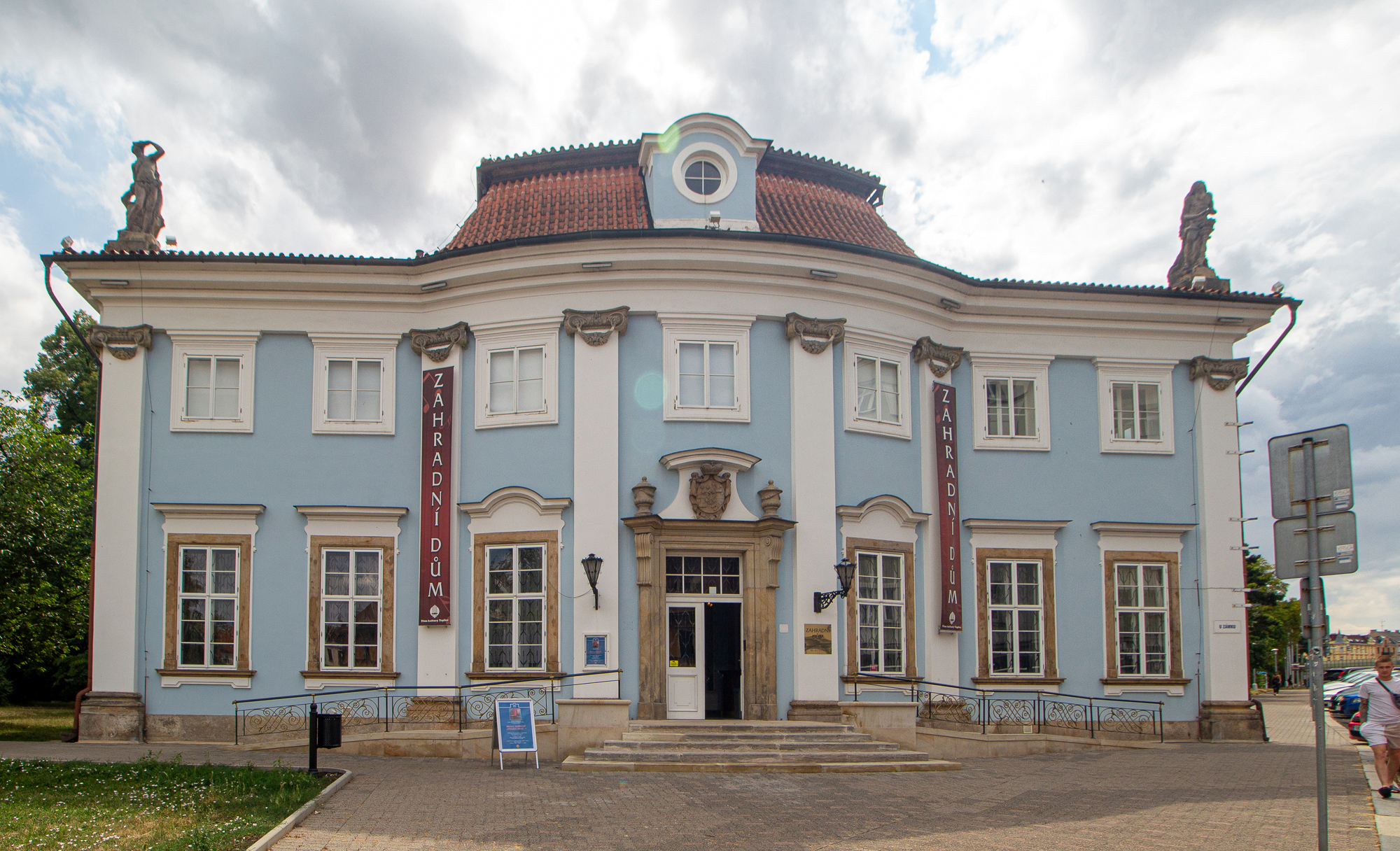
Zahradní dům býval původně součástí parku.

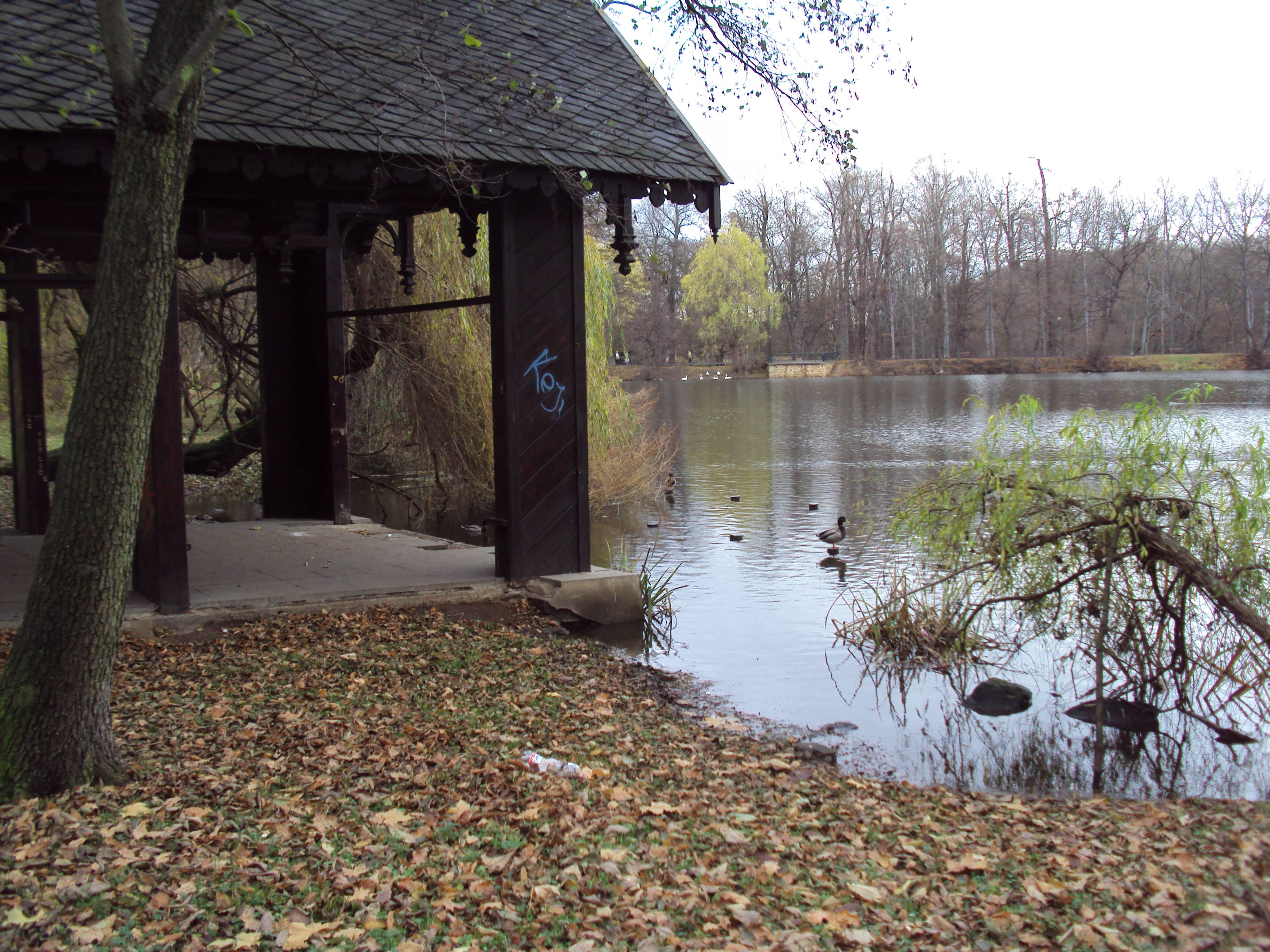
Horní rybník s Labutím domkem.

Park byl upravován od 16. století postupně podle dobových představ majitelů. Byl dříve upraven ve stylu francouzské zahrady, na počátku 19. století se stal parkem anglického stylu. Úpravy prováděl na zámku usazený v letech 1634 až 1945 rod Clary-Aldringenů. Po roce 1945 péči o areál převzalo město Teplice.

## Popis

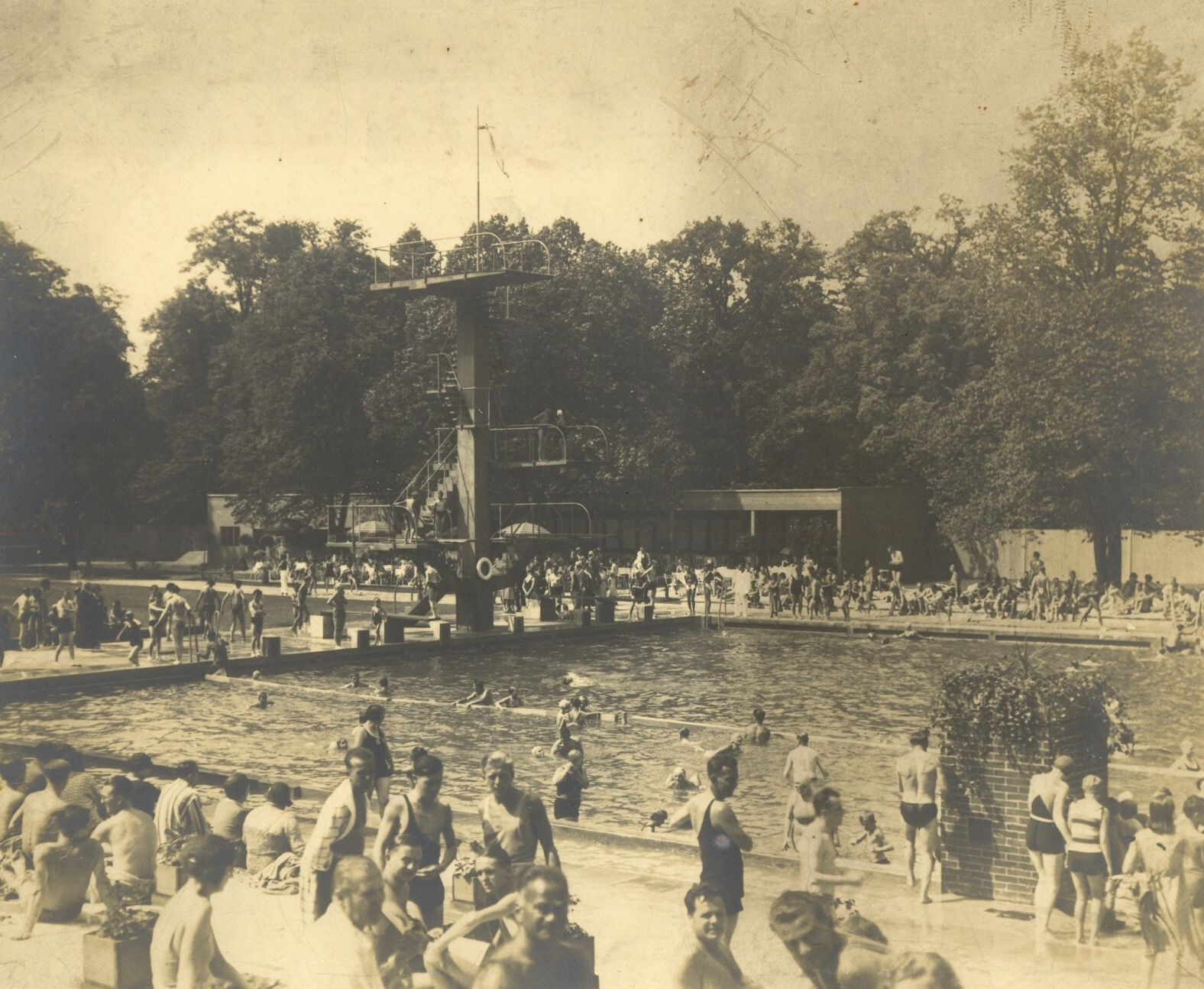
Plovárna v roce 1930.

Rozsáhlý areál se staletými stromy je protkaný sítí přírodních i vyasfaltovaných cest,  nichž některé jsou vyznačeny jako turistické trasy KČT. Jeho součástí jsou dva rybníky, velký a malý, či Horní a Dolní, na obou jsou vytvořeny ostrůvky. Z velkého rybníka vede několik kanálů, kdysi určených pro zpestření jízd lodiček zámeckého panstva. V parku se nalézá řada soch (i busta Ludwiga van Beethovena), altánů i velkých staveb, některé na březích rybníků. Většími je Apollónův chrámek, či státem chráněná památka Labutí domek sloužící kdysi jako kryté přístaviště loděk. 
Teplický zámek je na okraji parku spolu s Zahradním domem, na opačném horním bylo koupaliště (zhruba v letech 1930–1990) a u něj byla část parku zabrána pro vybudovanou silnici od Prahy. Velký Horní rybník je zarybněn (a tedy je zde občas organizován výlov ryb) a je zde mnoho labutí a kachen, dokrmovaných neustále návštěvníky ze dvou vyhlídkových ochozů. Na okraji parku přiléhajícímu k čtvrti Valy byl vybudován koutek se zvířaty, zpravidla opicemi makak, byli zde dříve chováni i mývalové, pávi a vzácnější druhy bažantů. V parku žije mnoho veverek.